# Salern (bayerisches Adelsgeschlecht)

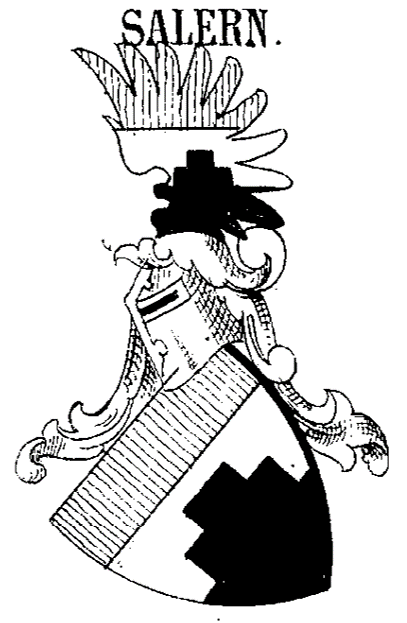
Wappen derer von Salern in Siebmachers Wappenbuch

Die Herren von Salern (auch Salrer) gehörten zu den ältesten bayerischen Familien und waren turnierfähig mit mindestens 100 Rittern.

## Geschichte
Der Stammsitz des Geschlechts war die Ortschaft Sallern, nördlich von Regensburg. Dort stand auch ihre Burg bzw. ihr Schloss, das letztmals 1680 in Belegen erwähnt wird.
Adelgoz de Allaris war ein bischöflicher Ministeriale und hatte Grund und Boden in Sallern. Während der Zeit von 1095 bis 1128 wird er in Urkunden genannt. Heinrich von Salrer hatte vom Domkapitel ein Grundstück zu Laub bei Regendorf zu Lehen, das am 6. November 1286 an die Alte Kapelle zu Regensburg überging. Otto und Dietrich von Salern empfingen 1307 vom Bischof von Regensburg zwei Weinberge in Kruckenberg zu Lehen. Im gleichen Jahr verkauften sie einen Weinberg in Sallern und einige Weiher. Die Salrer besaßen in Sallern neben Schloss und Weinbergen noch weitere Grundstücke. Später treten sie auf als bischöfliche Richter in Stadtamhof, Donaustauf, Demling und Schwabelweis.

## Wappen
Blasonierung: Unter rotem Schildhaupt in Silber ein schwarzer Stufengiebel. Auf dem Helm mit rot-silbernen Decken ein Flügel gezeichnet wie der Schild.